# مادرسالار (فیلم)
مادرسالار (انگلیسی: The Matriarch) یک فیلم کمدی-درام فنلاندی به کارگردانی مارکو پلنن است که در سال ۲۰۰۷ منتشر شد.

## بازیگران
- پتر فرانتسن
- ینی بانریه
- الینا کنیشتیلا
- سامولی وائورامو
- هِـیکی کینونن
- هِـیکی هلا